# Шамси, Камила
Камила Шамси (англ. Kamila Shamsie; род. 13 августа 1973 г.) — пакистанская и британская писательница и прозаик, наиболее известная своим отмеченным наградами романом «Домашний огонь» (2017 г.). Включена журналом Granta в список 20 лучших молодых британских писателей. The New Indian Express описал её как «писательницу, с которой нужно считаться и которую стоит ждать». Она также пишет для таких изданий, как The Guardian, New Statesman, Index on Censorship и Prospect, и ведёт радиопередачи.

## Биография
Шамси родился в зажиточной семье интеллектуалов в Карачи (Пакистан). Её мать — журналист и редактор Муниза Шамси, её двоюродной бабушкой была писательница Аттия Хосейн, и она внучка мемуариста Джаханары Хабибуллы.
Шамси выросла в Карачи, где она посещала гимназию. Она уехала в США в качестве студентки колледжа по обмену и получила степень бакалавра творческого письма (creative writing) в Гамильтон-колледже и степень магистра иностранных дел по программе MFA для поэтов и писателей Массачусетского университета в Амхерсте, где на неё повлиял кашмирский поэт Ага Шахид Али.
Свой первый роман «В городе у моря» Шамси написала, ещё учась в колледже, и он был опубликован в 1998 году, когда ей было 25 лет Он был номинирован на премию Джона Ллевеллина Риса в Великобритании,. В 1999 году Шамси получила премию премьер-министра в области литературы в Пакистане. Её второй роман «Соль и шафран» вышел в 2000 году, после чего она была выбрана одним из 21 писателя XXI века по версии Orange. Её третий роман «Картография» (2002 г.) получил широкое признание критиков и также был номинирован на премию Джона Ллевеллина Риса в Великобритании. Согласно обзору в Publishers Weekly : «Умный, игривый стиль Шэмси отличает её от большинства её собратьев-субконтинентальных писателей. Что-то среднее между Арундати Рой и Салманом Рушди, она заслуживает большей читательской аудитории в США». «Картография», и следующий роман Шамси «Разбитые стихи» (2005) получили премию Патры Бохари от Академии литературы Пакистана.
Пятый роман Шамси, «Сожжённые тени» (2009), вошёл в шорт-лист Оранжевой премии за художественную литературу и получил книжную премию Анисфилд-Вулф за художественную литературу. «Бог в каждом камне» (2014) вошёл в шорт-лист премии Вальтера Скотта 2015 года и женской премии Бейлиса за художественную литературу. Согласно обзору Майи Джагги в The Guardian: «Через последовательность, казалось бы, несопоставимых, остро наблюдаемых миров, Сожженные тени раскрывают влияние общих историй, намекая на более крупные трагедии через личные потери». Седьмой роман Шэмси, « Домашний огонь», описанный BBC как «мощная история о сложностях любви, семьи и государства в военное время», вошёл в лонг-лист Букеровской премии 2017 года, а также в шорт-лист Международной Дублинской литературной премии, а в 2018 году получила Женскую премию за художественную литературу .
Она также является автором научно-популярной работы «Преступление: Дело мусульман» (Seagull Books, 2009). В 2009 году Шамси пожертвовал рассказ «Торс пустыни» проекту Oxfam Ox-Tales — четырём сборникам британских рассказов, написанных 38 авторами. Её рассказ был опубликован в сборнике Air . Она посетила Джайпурский литературный фестиваль 2011 года, где рассказала о своём стиле письма. Она участвовала в проекте Театра Буша 2011 года «Шестьдесят шесть книг» с произведением, основанным на книге Библии короля Якова .
Шамси была избрана членом Королевского литературного общества в 2011 году В 2013 году она была включена в список 20-ти лучших молодых британских писателей по версии журнала Granta.
Шамси участвовала в таких международных мероприятиях, как Кливлендский фестиваль гуманитарных наук и фестиваль NGC Bocas Lit Fest в Тринидаде в 2016 году, а также является покровителем Манчестерского литературного фестиваля. В 2017 году она присоединилась к Манчестерскому центру нового письма (Manchester Centre for New Writing), где является профессором творческого письма.
В 2018 году она прочитала лекцию Оруэлла в Университетском колледже Лондона под названием «Недостойные британцы: гражданство, миграция и превращение прав в привилегии».
В 2021 году Шамси была судьей премии Goldsmiths Prize вместе с Нелл Стивенс, Фредом Д’Агияром и Джоанной Томас-Корр .
Шамси заявляет, что считает себя мусульманкой . Она переехала в Лондон в 2007 году и теперь имеет двойное гражданство Великобритании и Пакистана.
В 2012 году она присоединилась к последнему воплощению крикетной команды Authors XI, несмотря на то, что никогда раньше не играла в эту игру. Она написала главу «Женщины XI» в книгу «Авторы XI: сезон английского крикета от Хакни до Хэмблдона» (2013), коллективно написанную членами команды для ведения хроники их первого совместного сезона.

## Награды и премии
- 1999: Премия премьер-министра Пакистана в области литературы за роман «В городе у моря».
- 2002: Премия Патры Бохари от Академии литературы в Пакистане, Премия Патры Бохари от Академии литературы в Пакистане.
- 2005: Премия Патры Бохари за «Разбитые стихи»
- 2010: Книжная премия Anisfield-Wolf за художественную литературу, за Сожжённые тени[14]
- 2013: Признана одной из 100 женщин по версии BBC (BBC’s 100 women).[36]
- 2013: Включена в список 20 лучших молодых британских писателей по версии Granta.
- 2018: Женская премия за художественную литературу за Домашний огонь[37]
- 2019: Премия Нелли Сакс в честь её литературного творчества; однако жюри отозвало свое решение о награждении писательницы, сославшись на её поддержку пропалестинского движения «Бойкот, отчуждение и санкции».[38][39] Письмо с протестом против этого шага было подписано сотнями коллег-писателей в поддержку Шамси.[40]